# Dirka po Italiji 1990
Dirka po Italiji 1990 (italijansko Giro d'Italia 1990) je 73. izvedba dirke po Italiji, tritedenske moške cestne kolesarske etapne dirke. Začela se je 18. maja v Bariju in končala 6. junija v Milanu. Sodelovalo je 197 kolesarjev iz 22-ih ekip. Rožnato majico je prvič osvojil Gianni Bugno (Chateau d'Ax–Salotti), drugo mesto Charly Mottet (RMO), tretje pa Marco Giovannetti (Seur). Vijolično majico je osvojil Gianni Bugno, modro majico Phil Anderson (TVM), zeleno majico Claudio Chiappucci (Carrera Jeans–Vagabond), belo majico pa Vladimir Pulnikov (Alfa Lum).

## Ekipe
- Alfa Lum
- Amore & Vita–Fanini
- Ariostea
- Carrera Jeans–Vagabond
- Castorama
- Chateau d'Ax–Salotti
- CLAS–Cajastur
- Del Tongo
- Diana–Colnago–Animex
- Frank–Toyo
- Gis Gelati–Benotto
- Italbonifica–Navigare
- Jolly Componibili–Club 88
- Malvor–Sidi
- ONCE
- Panasonic–Sportlife
- RMO
- Selle Italia–Eurocar–Mosoca–Galli
- Seur
- 7-Eleven
- TVM
- Z–Tomasso

## Etape
| Etapa | Datum    | Štart/Cilj                              | Razdalja | Tip     | Tip                  | Zmagovalec              |         |
| ----- | -------- | --------------------------------------- | -------- | ------- | -------------------- | ----------------------- | ------- |
| 1     | 18. maj  | Bari – Bari                             | 13 km    |         | posamični kronometer | Gianni Bugno (ITA)      |         |
| 2     | 19. maj  | Bari – Sala Consilina                   | 239 km   |         | gorska etapa         | Giovanni Fidanza (ITA)  |         |
| 3     | 20. maj  | Sala Consilina – Vezuv                  | 190 km   |         | gorska etapa         | Eduardo Chozas (ESP)    |         |
| 4a    | 21. maj  | Ercolano – Nola                         | 31 km    |         | ravninska etapa      | Stefano Allocchio (ITA) |         |
| 4b    | 21. maj  | Nola – Sora                             | 164 km   |         | ravninska etapa      | Phil Anderson (AUS)     |         |
| 5     | 22. maj  | Sora – Teramo                           | 233 km   |         | gorska etapa         | Fabrizio Convalle (ITA) |         |
| 6     | 23. maj  | Teramo – Fabriano                       | 200 km   |         | gorska etapa         | Luca Gelfi (ITA)        |         |
| 7     | 24. maj  | Fabriano – Vallombrosa                  | 197 km   |         | gorska etapa         | Gianni Bugno (ITA)      |         |
| 8     | 25. maj  | Reggello – Marina di Pietrasanta        | 188 km   |         | ravninska etapa      | Stefano Allocchio (ITA) |         |
| 9     | 26. maj  | La Spezia – Langhirano                  | 176 km   |         | gorska etapa         | Vladimir Pulnikov (URS) |         |
| 10    | 27. maj  | Grinzane Cavour – Cuneo                 | 68 km    |         | posamični kronometer | Luca Gelfi (ITA)        |         |
| 11    | 28. maj  | Cuneo – Lodi                            | 241 km   |         | ravninska etapa      | Adriano Baffi (ITA)     |         |
| 12    | 29. maj  | Brescia – Baselga di Pinè               | 193 km   |         | gorska etapa         | Éric Boyer (FRA)        |         |
| 13    | 30. maj  | Baselga di Pinè – Videm                 | 224 km   |         | ravninska etapa      | Mario Cipollini (ITA)   |         |
| 14    | 31. maj  | Celovec (Avstrija) – Celovec (Avstrija) | 164 km   |         | gorska etapa         | Allan Peiper (AUS)      |         |
| 15    | 1. junij | Vrba na Koroškem (Avstrija) – Dobbiaco  | 226 km   |         | gorska etapa         | Éric Boyer (FRA)        |         |
| 16    | 2. junij | Dobbiaco – Passo Pordoi                 | 171 km   |         | gorska etapa         | Charly Mottet (FRA)     |         |
| 17    | 3. junij | Moena – Aprica                          | 223 km   |         | gorska etapa         | Leonardo Sierra (VEN)   |         |
| 18    | 4. junij | Aprica – Gallarate                      | 180 km   |         | ravninska etapa      | Adriano Baffi (ITA)     |         |
| 19    | 5. junij | Gallarate – Sacro Monte di Varese       | 39 km    |         | gorski kronometer    | Gianni Bugno (ITA)      |         |
| 20    | 6. junij | Milano – Milano                         | 90 km    |         | ravninska etapa      | Mario Cipollini (ITA)   |         |
|       | Skupaj   | Skupaj                                  | 3450 km  | 3450 km | 3450 km              | 3450 km                 | 3450 km |

## Razvrstitev po klasifikacijah
| Etapa  | Zmagovalec        | Rožnata majica · | Vijolična majica · | Zelena majica ·                      | Bela majica ·     | Ekipno                 |
| ------ | ----------------- | ---------------- | ------------------ | ------------------------------------ | ----------------- | ---------------------- |
| 1      | Gianni Bugno      | Gianni Bugno     | Gianni Bugno       | brez                                 | Joachim Halupczok | Diana–Colnago–Animex   |
| 2      | Giovanni Fidanza  | Gianni Bugno     | Giovanni Fidanza   | Claudio Chiappucci                   | Joachim Halupczok | Castorama              |
| 3      | Eduardo Chozas    | Gianni Bugno     | Gianni Bugno       | Eduardo Chozas                       | Daniel Steiger    | Castorama              |
| 4a     | Stefano Allocchio | Gianni Bugno     | Giovanni Fidanza   | Eduardo Chozas                       | Daniel Steiger    | Castorama              |
| 4b     | Phil Anderson     | Gianni Bugno     | Giovanni Fidanza   | Eduardo Chozas                       | Daniel Steiger    | Castorama              |
| 5      | Fabrizio Convalle | Gianni Bugno     | Giovanni Fidanza   | Claudio Chiappucci in Eduardo Chozas | Daniel Steiger    | Carrera Jeans–Vagabond |
| 6      | Luca Gelfi        | Gianni Bugno     | Giovanni Fidanza   | Phil Anderson                        | Daniel Steiger    | Carrera Jeans–Vagabond |
| 7      | Gianni Bugno      | Gianni Bugno     | Gianni Bugno       | Claudio Chiappucci                   | Daniel Steiger    | Carrera Jeans–Vagabond |
| 8      | Stefano Allocchio | Gianni Bugno     | Giovanni Fidanza   | Claudio Chiappucci                   | Daniel Steiger    | Carrera Jeans–Vagabond |
| 9      | Vladimir Pulnikov | Gianni Bugno     | Giovanni Fidanza   | Claudio Chiappucci                   | Joachim Halupczok | Carrera Jeans–Vagabond |
| 10     | Luca Gelfi        | Gianni Bugno     | Gianni Bugno       | Claudio Chiappucci                   | Joachim Halupczok | Diana–Colnago–Animex   |
| 11     | Adriano Baffi     | Gianni Bugno     | Phil Anderson      | Claudio Chiappucci                   | Joachim Halupczok | Diana–Colnago–Animex   |
| 12     | Éric Boyer        | Gianni Bugno     | Phil Anderson      | Claudio Chiappucci                   | Joachim Halupczok | Carrera Jeans–Vagabond |
| 13     | Mario Cipollini   | Gianni Bugno     | Phil Anderson      | Claudio Chiappucci                   | Joachim Halupczok | Carrera Jeans–Vagabond |
| 14     | Allan Peiper      | Gianni Bugno     | Phil Anderson      | Claudio Chiappucci                   | Joachim Halupczok | Carrera Jeans–Vagabond |
| 15     | Éric Boyer        | Gianni Bugno     | Phil Anderson      | Claudio Chiappucci                   | Joachim Halupczok | Carrera Jeans–Vagabond |
| 16     | Charly Mottet     | Gianni Bugno     | Phil Anderson      | Claudio Chiappucci                   | Vladimir Pulnikov | ONCE                   |
| 17     | Leonardo Sierra   | Gianni Bugno     | Gianni Bugno       | Claudio Chiappucci                   | Vladimir Pulnikov | ONCE                   |
| 18     | Adriano Baffi     | Gianni Bugno     | Phil Anderson      | Claudio Chiappucci                   | Vladimir Pulnikov | ONCE                   |
| 19     | Gianni Bugno      | Gianni Bugno     | Gianni Bugno       | Claudio Chiappucci                   | Vladimir Pulnikov | ONCE                   |
| 20     | Mario Cipollini   | Gianni Bugno     | Gianni Bugno       | Claudio Chiappucci                   | Vladimir Pulnikov | ONCE                   |
| Skupaj | Skupaj            | Gianni Bugno     | Gianni Bugno       | Claudio Chiappucci                   | Vladimir Pulnikov | ONCE                   |

## Končna razvrstitev
| Legenda | Legenda                                   | Legenda | Legenda                                       |
| ------- | ----------------------------------------- | ------- | --------------------------------------------- |
|         | Predstavlja vodilnega v skupnem seštevku  |         | Predstavlja vodilnega v razvrstitvi Intergiro |
|         | Predstavlja vodilnega po točkah           |         | Predstavlja vodilnega v gorski razvrstitvi    |
|         | Predstavlja najboljšega mladega kolesarja |         |                                               |

### Rožnata majica
| Poz. | Kolesar                  | Ekipa                             | Čas         |
| ---- | ------------------------ | --------------------------------- | ----------- |
| 1    | Gianni Bugno (ITA)       | Chateau d'Ax–Salotti              | 91h 51' 04" |
| 2    | Charly Mottet (FRA)      | RMO                               | + 6' 33"    |
| 3    | Marco Giovannetti (ITA)  | Seur                              | + 9' 01"    |
| 4    | Vladimir Pulnikov (URS)  | Alfa Lum                          | + 12' 19"   |
| 5    | Federico Echave (ESP)    | CLAS–Cajastur                     | + 12' 25"   |
| 6    | Franco Chioccioli (ITA)  | Del Tongo                         | + 12' 36"   |
| 7    | Marino Lejarreta (ESP)   | ONCE                              | + 14' 31"   |
| 8    | Pjotr Ugrumov (URS)      | Alfa Lum                          | + 17' 02"   |
| 9    | Massimiliano Lelli (ITA) | Ariostea                          | + 17' 14"   |
| 10   | Leonardo Sierra (VEN)    | Selle Italia–Eurocar–Mosoca–Galli | + 19' 12"   |

### Vijolična majica
| Poz. | Kolesar                | Ekipa                | Točke |
| ---- | ---------------------- | -------------------- | ----- |
| 1    | Gianni Bugno (ITA)     | Chateau d'Ax–Salotti | 195   |
| 2    | Phil Anderson (AUS)    | TVM                  | 176   |
| 2    | Mario Cipollini (ITA)  | Del Tongo            | 176   |
| 4    | Giovanni Fidanza (ITA) | Chateau d'Ax–Salotti | 167   |
| 5    | Adriano Baffi (ITA)    | Ariostea             | 118   |

### Zelena majica
| Poz. | Kolesar                  | Ekipa                  | Točke |
| ---- | ------------------------ | ---------------------- | ----- |
| 1    | Claudio Chiappucci (ITA) | Carrera Jeans–Vagabond | 74    |
| 2    | Maurizio Vandelli (ITA)  | Gis Gelati–Benotto     | 56    |
| 3    | Gianni Bugno (ITA)       | Chateau d'Ax–Salotti   | 48    |
| 4    | Eduardo Chozas (ESP)     | ONCE                   | 47    |
| 5    | Phil Anderson (AUS)      | TVM                    | 34    |

### Bela majica
| Poz. | Kolesar                  | Ekipa                             | Čas         |
| ---- | ------------------------ | --------------------------------- | ----------- |
| 1    | Vladimir Pulnikov (URS)  | Alfa Lum                          | 92h 03' 27" |
| 2    | Pjotr Ugrumov (URS)      | Alfa Lum                          | + 4' 43"    |
| 3    | Massimiliano Lelli (ITA) | Ariostea                          | + 4' 55"    |
| 4    | Leonardo Sierra (VEN)    | Selle Italia–Eurocar–Mosoca–Galli | + 6' 53"    |
| 5    | Enrico Zaina (ITA)       | Carrera Jeans–Vagabond            | + 18' 10"   |

### Modra majica
| Poz. | Kolesar                | Ekipa                  | Čas         |
| ---- | ---------------------- | ---------------------- | ----------- |
| 1    | Phil Anderson (AUS)    | TVM                    | 47h 56' 08" |
| 2    | Massimo Ghirotto (ITA) | Carrera Jeans–Vagabond | + 39"       |
| 3    | Luca Gelfi (ITA)       | Del Tongo              | + 3' 33"    |
| 4    | Werner Stutz (SUI)     | Frank–Toyo             | + 4' 22"    |
| 5    | Gianni Bugno (ITA)     | Chateau d'Ax–Salotti   | + 5' 08"    |

### Borbenost
| Poz. | Kolesar                 | Ekipa                     | Točke |
| ---- | ----------------------- | ------------------------- | ----- |
| 1    | Stefano Giuliani (ITA)  | Jolly Componibili–Club 88 | 75    |
| 2    | Maarten Ducrot (NED)    | TVM                       | 39    |
| 3    | Massimo Podenzana (ITA) | Italbonifica–Navigare     | 32    |
| 4    | Gianni Bugno (ITA)      | Chateau d'Ax–Salotti      | 26    |
| 5    | Masatoši Ičikava (JPN)  | Frank–Toyo                | 26    |

### Vmesni šprinti
| Poz. | Kolesar                | Ekipa                     | Točke |
| ---- | ---------------------- | ------------------------- | ----- |
| 1    | Alessio Di Basco (ITA) | Gis Gelati–Benotto        | 39    |
| 2    | Danilo Gioia (ITA)     | Gis Gelati–Benotto        | 31    |
| 3    | Stefano Giuliani (ITA) | Jolly Componibili–Club 88 | 25    |
| 4    | Marcel Wüst (FRG)      | RMO                       | 18    |
| 5    | Gianni Bugno (ITA)     | Chateau d'Ax–Salotti      | 15    |

### Traguardi Italia '90
| Poz. | Kolesar                  | Ekipa                  | Točke |
| ---- | ------------------------ | ---------------------- | ----- |
| 1    | Fabrizio Convalle (ITA)  | Amore & Vita–Fanini    | 18    |
| 2    | Roberto Pelliconi (ITA)  | Amore & Vita–Fanini    | 10    |
| 3    | Marco Lietti (ITA)       | Ariostea               | 8     |
| 4    | Roberto Pagnin (ITA)     | Malvor–Sidi            | 7     |
| 5    | Claudio Chiappucci (ITA) | Carrera Jeans–Vagabond | 5     |

### Traguardi Fiat Uno
| Poz. | Kolesar                | Ekipa                     | Točke |
| ---- | ---------------------- | ------------------------- | ----- |
| 1    | Gianni Bugno (ITA)     | Chateau d'Ax–Salotti      | 18    |
| 2    | Stefano Giuliani (ITA) | Jolly Componibili–Club 88 | 18    |
| 3    | Phil Anderson (AUS)    | TVM                       | 10    |
| 4    | Éric Boyer (FRA)       | Z–Tomasso                 | 8     |
| 5    | Eduardo Chozas (ESP)   | ONCE                      | 8     |

### Ekipna razvrstitev
| Poz. | Ekipa                  | Čas          |
| ---- | ---------------------- | ------------ |
| 1    | ONCE                   | 276h 33' 04" |
| 2    | Carrera Jeans–Vagabond | + 3' 57"     |
| 3    | Del Tongo              | + 7' 39"     |
| 4    | Alfa Lum               | + 16' 48"    |
| 5    | Ariostea               | + 28' 54"    |